# Albert Huybrechts
Albert Huybrechts (Dinant, Província de Namur, 12 de febrer de 1899 - Brussel·les, 21 de febrer de 1938) fou un compositor belga.
Fou un dels més notables representants de l'escola moderna del seu país, en Conservatori del qual feu els seus estudis. Deixà una important producció de música de cambra, una serenata per a orquestra, lieder i un glossa musical per un drama grec, a més d'una sonata per a piano i violí i d'un quartet per a instruments d'arc, que li donaren gran celebritat el 1936 per haver aconseguit amb cadascuna d'ambdues composicions, i en pocs dies de diferència, les primeres recompenses de dos concursos: el premi Coolidge, a Washington DC, i el premi Valley, a Califòrnia, respectivament.